# Religió hurrita
La religió hurrita va ser una religió politeista practicada pels hurrites, que vivien al nord de la Mesopotàmia. Els cilindres hurrites (segells cilíndrics) mostren divinitats en forma d'humans o d'animals alats, dragons i altres monstres, que podrien ser dimonis o esperits protectors. Es creu que als déus hurrites no se'ls van dedicar temples, com a Mesopotàmia o a Egipte.
Aquesta religió va tenir una gran incidència en la religió hitita, que va adoptar molts dels seus déus tot sincretitzant la seva religió i la hurrita en una de nova. Es va estendre a Síria on el déu Tessub va tenir la seva contrapartida amb Baal. També es van adorar déus hurrites a Urartu. De fet va abastar tot l'Orient Mitjà excepte la part sud de Mesopotàmia i Egipte.
El centre principal de culte conegut se situà a Kummanni (a Kizzuwatna), des d'on va passar a Hatti. Altres centres de culte importants van ser Yazilikaya a Hatti, les ciutats d'Haran (un centre que va esdevenir finalment un temple del déu de la Lluna) i Shauskha (a Nínive, establert quan aquesta ciutat estigué sota domini hurrita). Al tercer mil·lenni hi havia a Urkesh un temple dedicat a Nergal. Kahat va ser el centre religiós principal de Mitanni, un regne hurrita.

## Deïtats principals
- Tessub (Teššub) el déu del temps (meteorològic), el més important. Va passar a la religió hitita com a déu de les Tempestes.
- Hebat o Hepa; la seva dona, mare de les deesses i, per als hitites, Arinnitti, la deessa del sol.
- Sarruma (Šarruma), el seu fill.
- Kumarbi, el pare de Tessub i pare dels déus.
- Sausga (Šaušga), la contrapartida de la deessa assíria Ixtar i deessa de la guerra i l'amor.
- Simegi (Šimegi), el déu sol.
- Kusuh (Kušuh), el déu lluna.
- Nergal, deïtat de la puresa d'origen babiloni, de la que no es coneix el seu nom hurrita.
- Es conserven alguns nom de déus indoaris del vedisme (Mitra, Indra, Varuna, i els bessons Nasatiyas), però no es coneix que se'ls hagués dedicat cap temple.

## Mites hurrites a la cultura hitita
Als arxius hitites s'han trobat molts fragments de l'Epopeia de Guilgameix en versions en accadi, hitita i hurrita. Se suposa que el famós poema mesopotàmic sobre el rei d'Uruk, que va fer un viatge buscant la immortalitat, va passar a Anatòlia mitjançant els textos en hurrita. També és important l'anomenat "Cicle de Kumarbi", que comença amb un capítol anomenat "El regne del cel o Teogonia", on es mostra el sincretisme hurrita ordenant les diverses divinitats del Pròxim Orient en una única "teogonia". El text hitita és molt conegut perquè se n'han trobat diversos exemplars i per la seva semblança amb la Teogonia d'Hesíode. Un altre mite hurrita recollit pels hitites és l'anomenat "Història d'Hedammu", el drac amfibi que cada any lluita amb Tessub i el venç, i que entre els hitites es diu Illuyanka.